# Chakall
Eduardo Andrés López , mais conhecido pelo nome artístico Chakall, é um chef argentino nascido a 5 de junho de 1972 em Tigre (província de Buenos Aires). 
É chefe da "Cozinha Divina" (uma empresa de catering e eventos fundada em 2001) e é chef e proprietário de muitos restaurantes em Portugal:
- O “Farina”, antigo Refeitório do Senhor Abel,  [3]abriu em 2017 (Marvila, Lisboa),
- O "Chakburger Estoril", abriu em 2020
- O “Areal Beach Bistrot by Chakall” abriu em 2017 (Areia Branca, Lourinhã),
- A “L'Origine” [4]abriu em 2019 (Parque das Nações, Lisboa),
- A “Luz By Chakall”[5] abriu em 2019 (Benfica, Lisboa).
- "Envy", abriu em 2021 (Cais do Sodré, Lisboa)
- O "Zapata by Chakall", abriu em 2022 (Rua Cândido dos Reis, Porto)
- O "La Susy by Chakall", abriu em 2022 (Corte Inglés, VN Gaia)
- O "Fule by Chakall", abriu em 2020 (Hotel Prime Energize, Monte Gordo)
- O "West 23 by Chakall", abriu em 2023  (Peralta Beach, Lourinhã)

Chakall exerceu também o cargo de consultor-chefe dos restaurantes “Bom Bom” e “Roça Sundy” em São Tomé e Príncipe.
É colaborador assíduo de vários programas de televisão por todo o mundo e publicou já vários livros de gastronomia traduzidos em várias línguas.

## Formação
Estudou jornalismo na Universidade de Salvador (Buenos Aires) e trabalhou como jornalista no diário El Cronista durante 7 anos escrevendo também críticas musicais para a revista Rolling Stone.
Sem ter ainda um rumo definido para a sua vida, decidiu viajar pela América Latina, Europa e África. Regressaria das suas viagens com o desejo de seguir uma carreira de chefe de cozinha.
Autodidata e de quarta geração de cozinheiros com origem na Suíça, Alemanha, Itália e Espanha, aprendeu a cozinhar no restaurante da família, dirigido pela sua mãe, aprofundando depois os seus conhecimentos pelas múltiplas viagens que fez ao redor do mundo.
Regressado de África, Chakall adota o turbante e nunca mais o deixou durante as suas aparições públicas. Este rapidamente se tornou o seu emblema.

## Família
Tem 3 filhos de um primeiro relacionamento, uma filha de um segundo relacionamento.

## Programas de Televisão
- Sabores Divinos: programa de culinária apresentado pelo Chefe Chakall no canal português SIC Mulher (2008)[8].
- Chakall e Púlga: o Chefe Chakall apresenta na SIC Mulher as especialidades culinárias de Portugal com a sua cadela Púlga (2010-2012)[9]. 2 temporadas, num total de 25 episódios.
- Food on the Silk Road: programa de cozinha de 30 episódios produzido para a National Geographic e transmitido no canal chinês CCTV que tem diariamente  300 milhões de espetadores (2010)[10]. O Programa é uma viagem de 3 chefs a percorrer a Rota da Seda pela China.
- Walking Chopsticks: programa de culinária transmitido durante 4 temporadas no canal Chinês CCTV em 2011[11]. O mesmo foi produzido em 4 regiões diferentes da china, onde o chef procurou os mais diferentes e deliciosos produtos do país.
- Lanz Koch!: presenças em canal alemão ZDF (2011)[12].
- Com uma Pitada de…: o Chefe Chakall apresenta receitas portuguesas com músicos locais no canal português SIC Mulher (2013-2014)[13].
- Beef Buddies: Programa dedicado à carne com Frank Buchholz e Tarik Rose no canal alemão ZDF Neo (2013-2015).
- Chakall na Quinta: Apresentação das especialidades culinárias de Portugal no canal português SIC Mulher (2014-2015)[14].
- Chakall y Mangú: o Chefe cozinha e viaja para a República Dominicana com seu cão Mangú (2017).
- Let's Dance 2018: Programa de televisão alemão na RTL (2018)[15].
- Frescos à Prova: o Chefe Chakall apresenta receitas baseadas em produtos frescos no canal português SIC Mulher (2018)[16].
- Vai de Carrinho, na TVI em 2022
- Educando Noa, em 2021, no canal Casa e Cozinha. Num total de 15 episódios, a percorrer Portugal com a sua filha de 6 anos.
- Os Amigos do Chef, no canal Casa e Cozinha. 2 temporadas, num total de 44 episódios, onde o chef cozinha com famosos portugueses.

## Livros
- Cozinha Divina - Edição Oficina do Livro - 2007[17]
- Quatro Estações - Edição Oficina do Livro - 2009[18]
- Chakall kocht: Schnelle Rezepte für gute Laune - Edição Dorling Kindersley Verlag - 2010
- Portugal Revisitado - Edição Oficina do Livro - 2010[19]
- Natural by Chakall - Edição Oficina do Livro - 2011[20]
- Cozinhar com prazer - Edição Civilização Editora - 2011[21]
- Cozinha De Chakall - Receitas Rápidas Para O Bom Humor Edição Senac - Brasil - 2011[22]
- Food on the Silk Road - Edição Qingdao Publishing House - 2012
- Walking Chopsticks: Guangdong culinary journey - Edição Qingdao Publishing House - 2013
- Walking Chopsticks: Ningxia Gourmet Tour - Edição Qingdao Publishing House - 2013
- Walking Chopsticks in Hebei - Edição Qingdao Publishing House - 2014
- Beef Buddies: Das Kochbuch für echte Kerle - Frank Buchholz, Chakall, Tarik Rose - Edição Neuer Umschau Buchverlag - 2014[23]
- 10 por 10 - Edição Oficina do Livro - 2014[24]
- Chakalls Sudaka: Südamerikanische Trendküche - Edição Dorling Kindersley Verlag - 2015[25]
- Grill with Chakall - Edição em alemão, francês, neerlandês, sueco, húngaro, romeno, checo, polaco - 2017

## Prémios e Distinções
- 2007 Melhor Livro de Receitas Português - Cozinha Divina
- 2007 Londres, Melhor Livro de Receitas Inovador
- 2008 Frankfurt, Melhor Livro - Cozinha Divina
- 2008 Gourmand World Cookbooks Award
- 2009 Prémio de melhor programa de culinária da China - Cozinha na Rota da Seda
- Prêmio Gourmand World Cookbooks 2010
- 2011 Paris, Melhor Celebridade Livro de Receitas do Chef
- 2017 Chakall y Mangú: Best TV Series Worldwide
- 2019 Macau, Gourmand World Award (Food Person of the Year e Best TV Host)